# Madonna met de anjer (Rafaël Santi)
Madonna met de anjer is een vroeg devotioneel olieverfschilderij van de Italiaanse schilder Rafaël, geschilderd in circa 1506-1507.

## Onderwerp
Het schilderij toont een jeugdige Maria die met de jonge Christus speelt en hem anjers geeft. Deze bloemen, waarvan de botanische naam dianthus (Grieks voor 'bloem van God') is, zijn een voorafspiegeling van de Passie. Volgens de christelijke legende verscheen de bloem voor het eerst toen de Maagd weende bij de kruisiging.

## Afkomst

### Toeschrijving aan Rafaël
Pas in 1991 werd het schilderij door renaissance-kenner Nicholas Penny toegeschreven aan Rafaël Santi. Alhoewel Rafaël-kenners bekend waren met het bestaan van het werk, dat sinds 1853 in kasteel Alnwick had gehangen, zagen zij het werk als een van de beste kopieën van het verloren origineel. Na een publiek beroep werd het schilderij door de National Gallery gekocht van de hertog van Northumberland voor 34,88 miljoen Britse pond, met bijdragen van het Heritage Lottery Fund en The Art Fund. Ter rechtvaardiging van de grote uitgave maakte het schilderij een nationale rondreis langs Manchester, Cardiff, Edinburgh en Barnard Castle.
In de zomer van 2006 werd online onderzoek gepubliceerd waarin Nicholas Penny's toeschrijving en de bijbehorende verdediging, gepubliceerd door de National Gallery, beweerd wordt te zijn gebaseerd op onvolledige analyses, onhoudbare argumenten en foutieve interpretaties. In 2007 publiceerde professor James Beck een boek waarin ook hij de toeschrijving tegenspreekt.